# Мохд Азрааи Хор Абдулла
Мохд Азрааи Хор Абдулла (малайск. Mohd Azraai Khor Abdullah (имя при рождении Хор Сек Ленг кит. 许锡麟); 25 октября 1952, Алор-Сетар — 8 февраля 2024, Алор-Сетар) — малайзийский футболист, выступал за сборную Малайзии; тренер.

## Карьера игрока
Выступал за клуб «Кедах» на протяжении 11 лет. Так же с 1975 по 1978 год играл за национальную сборную Малайзии, выступал на Кубке Азии 1976 года.

## Карьера тренера
В 1991 году в возрасте 39 лет он был назначен главным тренером «Кедаха», с которым добился успехов, став самым успешным тренером в Малайзии. В 2009 году покинул клуб. В 2010 году он был назначен главным тренером клуба «Харимау Муда» (молодежной сборной Малайзии), однако ушёл в отставку в конце того же года после конфронтации с техническим персоналом команды и игроками во время пребывания команды на тренировочном сборе в словацком Злате-Моравце. В 2011 году он был назван в качестве нового главного тренера «Негри-Сембилан», заменив Ван Джамак Ван Хасана, который по иронии судьбы занял пост главного тренера бывшей команды Азрааи «Кедах» по окончании сезона. Хотя Негри-Сембилан результаты были не очень удачны, когда он взял на себя бразды правления, но он улучшил результаты команды. Вершиной сезона, когда он возглавлял «Негри-Сембилан» в Малайзии стал 2011 год, когда он с клубом в финале Кубка Малайзии, победив «Теренггану» 2:1. 15 октября 2012 года он был объявлен новым тренером «Перак».

## Личная жизнь
Хор Сек Ленг родился в городе Алор-Сетар, штат Кедах. По национальности — китаец, принял ислам в 2001 году и изменил имя на мусульманское Мохд Азрааи Хор Абдулла. Азраи жил со своей женой Рохани Ибрахим, старший сын Мохаммад Фирдаус, дочери Сити Фаируз и Нур Азриена, семья проживала в Алор-Сетар.

## Достижения

### Как тренера

#### Кедах
- Чемпион Малайзии: 2006/07, 2007/08
- Супер-Лига Малайзии: 2005/06

- Второе место: 2005

- Кубок Малайзийской Лиги: 2006/07, 2007/08
- Кубок Малайзии: 2006/07, 2007/08

- Финалист: 2004

#### Негри-Сембилан
- Кубок Малайзии: 2011
- Чарити Шилд Малайзия: 2012

#### Персональные
ФАМ Футбол Авардс
- 2006/07 — «Любимый тренер Малайзии»
- 2007/08 — «Лучший тренер Малайзии»